# Paião
Paião es una freguesia portuguesa del municipio de Figueira da Foz, distrito de Coímbra.

## Historia
El 28 de enero de 2013 la freguesia de Borda do Campo fue suprimida en aplicación de una resolución de la Asamblea de la República de Portugal promulgada el 16 de enero de 2013, al pasar a formar parte de esta freguesia.

## Demografía
| Gráfica de evolución demográfica de Paião entre 2011 y 2021 |
|                                                             |
| Datos según el nomenclátor publicado por el INE portugués.  |